# Tighassaline
Tighassaline (en àrab تيغسالين, Tīḡassālīn; en amazic ⵜⵉⵖⵙⵙⴰⵍⵉⵏ) és una comuna rural de la província de Khénifra, a la regió de Béni Mellal-Khénifra, al Marroc. Segons el cens de 2014 tenia una població total de 15.204 persones.